# Cédric Paty
Cédric Paty (Châtillon-sur-Seine, Francuska, 25. srpnja 1981.) je bivši francuski rukometaš i nacionalni reprezentativac. Cijelu svoju klupsku karijeru proveo je u domovini od čega najviše igrajući za Chambéry.

## Karijera
Cédrica je kao dijete u rukomet uveo otac koji je radio kao profesor tjelesnog odgoja. Profesionalno se počeo baviti tim sportom 2000. kada je potpisao za Dijon. U klubu je proveo dvije godine da bi nakon toga jednu sezonu igrao za Besançon. Tijekom igranja za drugoligaša Villefranchea izborio je ulazak u prvu ligu.
2006. godine trener Philippe Gardent doveo ga je u Chambéry. Ondje mu je na poziciji lijevog krila konkurirao Guillaume Joli. S klubom je čak pet puta bio nacionalni viceprvak, uvijek u sjeni Montpellierea. Odlične igre u klubu primijetio je izbornik Claude Onesta tako da je za Francusku debitirao u siječnju 2008. tijekom susreta protiv Slovačke.
Tijekom siječnja 2016. na treningu kluba je pretrpio rupturu ligamenta čija ozljeda uvjetuje šest do sedam mjeseci stanke. Međutim, igrač je umjesto operacije odabrao opsežnu rehabilitaciju te se nakon već sedam tjedana vratio na parkete. Upravo te godine s klubom je stigao do polufinala Kupa EHF gdje je Chambéry zaustavljen od kasnijeg prvaka Göppingena. Istekom tekuće sezone, Cédric je objavio kraj igračke karijere.
Iako je kratko nastupao za reprezentaciju, s njome je osvojio europsku broncu na Prvenstvu u Norveškoj 2008. a iste godine je postao i olimpijski pobjednik.

## Vanjske poveznice
- Profil rukometaša na Sports-reference.com  Arhivirana inačica izvorne stranice od 17. travnja 2020. (Wayback Machine)